# Innsbrucker Ritterspiele

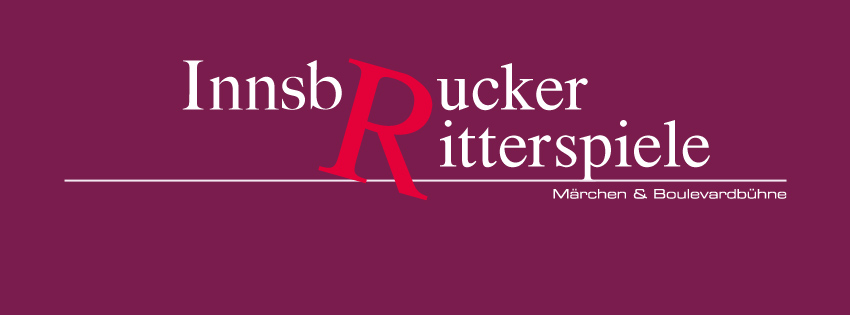
Das Logo der Innsbrucker Ritterspiele

Der Verein Innsbrucker Ritterspiele - Märchen- und Boulevardbühne ist eine Laienschauspielgruppe beheimatet in Innsbruck. Es werden Ritterstücke, Boulevardkomödien und Kindermärchen aufgeführt.

## Geschichte
Mit der Gründung der Laienspielgruppe Pradler Bauerntheater im Jahr 1762 wurde der Grundstein für die Entstehung der heutigen Innsbrucker Ritterspiele gelegt. Damals noch eine Wanderbühne, wurde 1870 im Lodronischen Hof in Innsbrucker Stadtteil Pradl eine fixe Spielstätte gefunden. Die Gründer dieser Bühne waren Franz Rauter, Josefine Weiss und Ferdinand Exl.
Nach dem Ersten Weltkrieg teilte sich die Gruppe. So gründeten einige Mitglieder in Wien die Pradler Ritterspiele, der andere Teil verblieb in Innsbruck und trat ab 1955 als D'Stoanriegler Bauernspieler unter der Leitung von Walter Saxer auf.
1958 fand der Verein im Gasthaus Bierstindl eine neue Heimat, wo am 5. August 1961 die erste Premiere der Ritterkomödie "Der schurkische Kuno von Drachenfels" über die Bühne ging.
Im Jahr 1963 änderte der Verein seinen Namen in Vereinigte Bühnen, Pradler Bauerntheater, Innsbrucker Ritterspiele woraus schlussendlich der Namen Pradler Bauerntheater Innsbruck entstand.
1973 fand die erste Fernsehübertragung des "schurkischen Kunos" statt. Dies war der Auslöser für einen Einspruch des Vereins Pradler Ritterspiele in Wien gegen die Namensführung der Tiroler Gruppe. Dadurch wurde eine weitere Namensänderung in Alt Innsbrucker Bauerntheater und Ritterspiele notwendig.
Unter Obmann Gebhard Jenewein wurde 1982 eine neue Bühne im Gasthof Bierstindl gebaut. Zehn Jahre später soll das Bierstindl einem Wohnhaus weichen, was aber durch eine von den "Rittern" organisierte Unterschriftenaktion verhindert werden konnte. So wurde im selben Jahr der Gasthof zum KulturGasthaus Bierstindl als Folge dieser Unterschriftenaktion.
Am 8. Juli 2006 präsentierte der Verein im Beisein von Bürgermeisterin Hilde Zach seinen heutigen Namen Innsbrucker Ritterspiele - Märchen- und Boulevardbühne. Im Rahmen der Veranstaltung wurde Hilde Zach feierlich zur "Wilden Hilde vom Bierstindl" ernannt.
Am 31. Dezember 2010 schloss das KulturGasthaus Bierstindl. Aber die Innsbrucker Ritterspiele lebten ihre Kreativität weiter und gaben Gastspiele in verschiedenen Spielstätten in ganz Innsbruck.
2014 übersiedelte der Verein wieder ins Bierstindl, welches von der Edith-Haberland-Wagner Stiftung, der neuen Besitzerin, saniert wurde. Im Mai 2014 wurde der Vorhang erstmals wieder aufgezogen – und ein Stück Volkskultur wurde weiterbelebt.